# Lilandra
Lilandra Neramani es un personaje de ficción que aparece en los cómics americanos publicados por Marvel Comics, más comúnmente en asociación con los X-Men. Ella es la Emperatriz, o Majestrix, del Imperio Shi'ar y comparte un vínculo de por vida con el líder de los X-Men, Charles Xavier. Ella y Xavier se casaron, pero su matrimonio fue anulado después del incidente de Cassandra Nova.
Como Emperatriz, Lilandra está protegida por la Guardia Imperial, dirigida por Gladiador.
Lilandra ha sido a menudo un personaje secundario fundamental en la historia de X-Men, desde su participación en la Saga Phoenix, hasta su papel en la carrera experimental y controvertida de Grant Morrison en New X-Men. Su papel como uno de los amores más preciados del Profesor X ha desempeñado un papel importante en el desarrollo de ambos personajes, así como en muchas de las tramas de los libros de X-Men.

## Historial de publicación
Lilandra Neramani apareció por primera vez en X-Men vol. 1 # 97 (1976) y fue creado por Chris Claremont y Dave Cockrum.

## Biografía ficticia

### Origen
Lilandra Neramani es la hermana de D'Ken, Ave de Muerte y una hermana mayor no identificada. Lilandra nació en el Planeta Aerie (ahora conocido como el mundo Chandilar), planeta natal de los Shi'Ar. Ave de Muerte, la mayor de los tres hermanos sobrevivientes, fue negada al trono de los Shi'Ar debido a sus múltiples crímenes (el asesinato de su madre y su hermana mayor) y fue exiliada. En cambio, el trono pasó a D'Ken, que resultó ser un dictador enloquecido por el poder. Lilandra se convirtió en la Gran Almirante de la Guardia Imperial, en la flota Shi'ar, pero se volvió en contra de D'Ken, cuando se enteró de sus planes relacionados con el Cristal M'Kraan. Tildada de traidora, Lilandra huyó a la Tierra, con la esperanza de encontrar aliados entre su población de superhéroes, y la encontró en Charles Xavier y sus X-Men. Ella comenzó a enviar visiones de sí misma a Xavier cuando ella viajó a la Tierra.

### Batalla contra D'Ken
Finalmente Lilandra se presentó ante Xavier en persona, pero fue capturada por Davan Shakari, alias Erik el Rojo, un agente de D'Ken. Fue mantenida cautiva por D'Ken y descubrió su plan para obtener el poder supremo, después, fue salvada por los piratas espaciales conocidos como los Starjammers y los X-Men y se reunió en la Tierra con Xavier y lo invitó para acompañarla al Imperio Shi'Ar. Durante la "Saga de Fénix", los X-Men, en particular Jean Grey (recreada entonces por la todopoderosa Fuerza Fénix), lograron detener los planes de D'Ken, que finalmente fue desterrado después de haber sido llevado a la locura.

### Majestrix en el exilio
Lilandra tomó el trono Shi'Ar como Majestrix (Emperatriz) con Xavier como su consorte oficial. Más tarde, ella organizó un juicio por combate para determinar el destino de Fénix. Ella evitó también el primer intento golpe de Estado de parte de su hermana Ave de Muerte. Sin embargo, poco tiempo después, su trono fue usurpado por Ave de Muerte, que había hecho un pacto con los Brood y los Badoon. Ella logró escapar junto con los X-Men y se convirtió en emperatrix exiliada en la Tierra. Se convirtió en una luchadora por la libertad y se alió con los Starjammers para recuperar su trono.

### Prueba de Reed Richards
Como monarca de los Shi'Ar, Lilandra ha tomado un papel de liderazgo en los asuntos interestelares, como lidiar con la amenaza de Fénix Oscura y acusar a Reed Richards de los Cuatro Fantásticos por atreverse a salvar la vida del Devorador de Mundos, Galactus.

### Regreso al trono
Cuando Charles Xavier sufrió un ataque cardíaco casi fatal, los Starjammers lo salvaron y lo curaron, pero debido a un ataque de naves enemigas, que no podían regresar a la Tierra. Tiempo después, Lilandra casi mató a Ave de Muerte en un combate por el trono. Con la ayuda de Xavier y los Starjammers, Lilandra finalmente logró recuperar el trono, y su exilio fue revocado. Fue liberada del control por los Warskrulls y se separó de Xavier.

### Guerra Kree-Shi'Ar
Mucho antes de que se desatar la guerra interestelar entre los Shi'Ar y los Kree, Lilandra ordenó a los Starjammers transportar la nega-bomba en el espacio Kree. Ella sobrevivió a un intento de asesinato de parte de la Starforce Kree, y decidió retirar la nega-bomba. Se descubrió que un skrull, haciéndose pasar por Araki ayudó a desatar la Guerra entre los Shi'Ar y los Kree. Al final de la guerra, Lilandra tomó el control del devastado Imperio Kree y nombró como su virreina a Ave de Muerte. Ante el temor de que los Kree buscaran venganza contra los Vengadores, por su parte en poner fin a la guerra, Lilandra envió a la guerrera Shi'Ar, Deathcry (que recientemente se ha revelado como la sobrina de Lilandra e hija de Ave de Muerte) a la Tierra como su protectora.

### Cassandra Nova
Aunque Lilandra es una pacífica y amada emperatriz, su reinado ha demostrado ser tumultuoso. Durante su reinado, los Skrull intentaron infiltrarse y controlar al gobierno Shi'Ar. A esto se sumó una serie de ataques por parte de los Phalanx. Pero el mayor de los daños causados al Imperio Shi'Ar fue hecho por Cassandra Nova, que, en el cuerpo de Charles Xavier, controló mentalmente a Lilandra y la utilizó en un tratar de destruir la especie mutante. Lilandra se perdió durante un tiempo en la Tierra y trató de matar a Xavier, sin comprender que era el de nuevo. Esto, y la nueva transformación de Jean Grey en el Fénix, fueron las razones del Consejo Shi'Ar para anular el matrimonio entre Lilandra y Xavier. Al parecer, el Consejo Shi'Ar fue responsable de ordenar el exterminio en masa reciente de la familia Grey por los Comandos de Muerte. Lilandra se ha estado recuperando de su terrible experiencia con Cassandra Nova en el planeta Trellerri y es aparentemente ignorante de sus maquinaciones. Cuando estaba haciendo los preparativos para regresar a sus deberes como Emperatriz, fue emboscada por el canciller Araki, quien se reveló como un aliado del Shi'ar Vicerrector K'Tor y la Orden Secreta del Imperio, como parte de un golpe de Estado para eliminar Lilandra desde el trono, y volver a colocar a D'Ken como emperador. Con la ayuda de un guardia que le sigue siendo fiel, Lilandra fue rescatada de su cautiverio por los X-Men y los Starjammers.

### Emperador Vulcan
Todo esto era parte de un plan de Vulcan, un poderoso mutante, para ganar el control del imperio. Durante el incidente, muchos miembros de la Guardia Imperial mueren en sus manos. D'Ken muere pronto después de que Vulcan se case oficialmente con Ave de Muerte. Por lo tanto, Vulcan es ahora el gobernante del Imperio Shi'ar. Lilandra está actualmente en compañía de los Starjammers, oponiéndose a la tiranía de Vulcan. La mayoría de los Starjammers son capturados por Vulcan. Sin embargo, Korvus, Marvel Girl y Lilandra permanecen libres.

### X-Men: Kingbreaker & War of the Kings
Lilandra apareció como un personaje central en la secuela del Emperador Vulcan, X-Men: Kingbreaker y en la miniserie La Guerra de los Reyes, que comenzó a principios de 2009.
En el número 4 del cruce de la Guerra de los Reyes, Lilandra es asesinada por Darkhawk, que está siendo controlado por Razor, quien a su vez se hace pasar por un ciudadano shi'ar. Ella muere en los brazos de Gladiador.

## Poderes y habilidades
Como miembro de la raza alienígena Shi'Ar, las capacidades físicas de Lilandra son algo mayores que las de una mujer. Lilandra también tiene limitadas habilidades telepáticas cuyos alcances aún no se han definido con claridad.
Lilandra es una excelente combatiente mano a mano entrenado en los métodos de combate Shi'Ar. Ella es también un buen piloto de naves espaciales.
Lilandra a veces lleva una armadura de batalla de composición desconocida. Ella usa una variedad de armamento Shi'ar según sea necesario.

## Otras versiones

### Era de Apocalipsis
Aunque Lilandra no hace acto de presencia, se sabe que en esta realidad Lilandra fue asesinada por su hermano D'ken cuando intentó evitar que él tomara el control del Cristal M'kraan.

### MC2
Se ha revelado una versión anterior alternativa del Lilandra original en la miniserie de MC2, Last Planet Standing. Allí, el Imperio Shi'ar es devorado por el devorador del planeta Galactus y la Guardia Imperial de Lilandra la ayuda a ella y a sus sirvientes a escapar antes de que Galactus consuma todo el imperio. Lo que ha sido de ella desde entonces es todavía desconocido.

### Ultimate Marvel
Una versión alternativa de Lilandra ha aparecido en el Ultimate Marvel del universo título Ultimate X-Men (a partir de la edición # 66). Lilandra Neramani no es un extraterrestre, sino el "Majestrix" de la Iglesia de la Iluminación Shi'ar, y afirma representar una antigua religión que adora al Fénix. Desean financiar a los X-Men a cambio del estudio de Jean Grey. Más tarde se la ve asistiendo al funeral de Charles Xavier.
Antes de esto, en Ultimate X4 # 1, una proyección mental de origen aparentemente extraño, que muestra a una humanoide atractiva que se llama a sí misma General Lal-Qil-Atrox, le pide a Charles Xavier que la ayude a capturar a mutantes peligrosos cuyos poderes se clasifican en "soles". comedor "nivel. Sin embargo, se reveló que esta era una artimaña organizada por Rhona Burchill, el Pensador Loco, para enviar a los X-Men a una caza de ganso salvaje para que pudiera robar componentes de su sistema informático Cerebro.

### X-Men: The End
Lilandra aparece en esta historia alternativa futura, aún muy afectada por los ataques de Cassandra Nova. Durante el tiempo en que Nova poseía el cuerpo de Xavier, Lilandra quedó embarazada de su hijo. Tanto él como Lilandra serían luego asesinados por Nova.

## En otros medios

### Televisión
- Lilandra aparece por primera vez en la tercera temporada de X-Men (aparece durante las sagas de Fénix y Fénix Oscura), con la voz de Camilla Scott. Esta encarnación del personaje poseía capacidades telepáticas limitadas. Allí, ella buscó la ayuda del profesor Xavier y sus X-Men para ayudarla a derrotar a su malvado hermano D'Ken. Durante el breve tiempo que compartieron solos, Xavier y Lilandra se enamoraron rápidamente y finalmente lograron derrotar a D'Ken. Cuando Lilandra se convirtió en la nueva heredera del trono de Shi'ar, besó y agradeció a Xavier por su ayuda e incluso le ofreció unirse a ella, pero se negó a hacerlo mientras no haya paz entre la humanidad y los mutantes. Lilandra se fue, pero finalmente regresó a la Tierra cuando Xavier se puso muy enfermo en el episodio final de la serie. Ella llevó a Xavier al Imperio Shi'ar para que pudiera curarlo.
- Lilandra aparece en la primera temporada de Hulk and the Agents of S.M.A.S.H. con la voz de Nika Futterman.[26] En el episodio 23, "Un Golpe Maravilloso" (Navidad), ella y la Inteligencia Suprema estaban en la discusión de un tratado de paz entre los Kree y los Shi'ar que implicaba a los Guardianes de la Galaxia en traerlos al Orbe de la verdad. Después de que los Agentes de S.M.A.S.H. y los Guardianes de la Galaxia estando en la esfera del Coleccionista y llevarlos al orbe de la Verdad, el tratado de paz entre los Kree y los Shi'ar, es un éxito.

### Videojuegos
- Lilandra aparece en X-Men. En el segundo nivel del juego, los X-Men viajan al Imperio Shi'ar y deben rescatarla de Ave de Muerte.
- Lilandra aparece en una misión adicional en las versiones de PlayStation Portable de X-Men Legends II: Rise of Apocalypse.
- Lilandra aparece en el juego Marvel: Ultimate Alliance, con la voz de Marabina Jaimes.[27] En el juego, el trono le es arrebatado por su hermana Ave de Muerte. Una búsqueda opcional implica si el jugador la salva de su confinamiento. El jugador debe evitar que la nave espacial Shi'ar se autodestruya al destruir nodos de poder dentro de un límite de tiempo. En una de las habitaciones que tienen nodos de poder, se ve a Lilandra conectado a lo que se describe como una "cámara de tortura". Para salvarla, una computadora cerca de ella tiene que ser destrozada. Es muy duradero y difícil de destruir, poniendo más énfasis en el objetivo de destruir los nodos de energía antes de que se agote el tiempo y la nave se autodestruya. Además, si los nodos de alimentación se destruyen de antemano, la computadora ya no puede sufrir daños. Si el jugador decide rescatarla, el Shi'ar le dará a la Tierra tecnología avanzada para eliminar todas las enfermedades y el hambre en la Tierra y la tecnología de Shi'ar finalmente permitirá a la humanidad colonizar otros planetas. Si el jugador no lo hace, el Shi'ar se negará a ayudar a los héroes cuando no puedan detener un asteroide que destruye la costa occidental de los Estados Unidos. Incluso cuando Lilandra es liberada, ella le dice a los héroes que ella siempre estará en deuda con ellos. Fuera de eso, ella tiene un diálogo especial con Tormenta cuando está atrapada.